# Pseudodiaptomus euryhalinus
Pseudodiaptomus euryhalinus är en kräftdjursart som beskrevs av M. W. Johnson 1939. Pseudodiaptomus euryhalinus ingår i släktet Pseudodiaptomus och familjen Pseudodiaptomidae. Inga underarter finns listade i Catalogue of Life.